# تیم ملی فوتبال آنگویلا
تیم ملی فوتبال آنگویلا نمایندهٔ کشور آنگویلا در مسابقات بین‌المللی است که زیر نظر «فدراسیون فوتبال آنگویلا» فعالیت می‌کند.
اولین بازی رسمی این تیم در تاریخ ۱۴ مه ۱۹۹۱ میلادی در برابر تیم ملی فوتبال مونتسرات برگزار شده‌است.